# エフゲニー・コロリオフ
エフゲニー・アレクサンドロヴィチ・コロリオフ（ロシア語: Евге́ний Алекса́ндрович Королёв, ラテン文字転写: Evgeni Alexandrovich Koroliov、1949年10月1日 - ）は、ロシア出身のピアニスト。
モスクワ生まれ。モスクワ中央音楽学校でアンナ・アルトボレフスカヤに師事。チャイコフスキー記念ロシア国立モスクワ音楽院に進み、レフ・オボーリンやレフ・ナウモフに師事、卒業後同音楽院の指導教官に就任。1976年結婚、ユーゴスラビアに移住。1977年、クララ・ハスキル国際ピアノ・コンクールに出場し優勝。1978年より、ハンブルク音楽演劇大学教授。バロック音楽から現代音楽まで、幅広く演奏、録音をしている。